# RAMDAC
RAMDAC (ang. Random Access Memory Digital to Analog Converter) to jednoukładowa struktura układu scalonego na karcie graficznej, przeznaczona do przetwarzania sygnału obrazu zakodowanego cyfrowo na sygnał analogowy wyświetlany na ekranie monitora. Konwerter zawiera 4 funkcjonalne bloki: pamięć SRAM, służącą do przechowywania mapy kolorów, oraz 3 przetworniki cyfrowo-analogowe (C/A), po jednym dla każdego koloru podstawowego modelu RGB – czerwonego (R), zielonego (G) i niebieskiego (B). 
Częstotliwość pracy układu RAMDAC zależy od aktualnie ustawionej na karcie grafiki rozdzielczości i częstotliwości odświeżania, nie zależy natomiast od liczby wyświetlanych przez kartę kolorów. Wymagana częstotliwość taktowania przetwornika C/A wyliczana jest według wzoru:
fRAMDAC = 1,34 ∙ k ∙ p ∙ l ∙ fV
gdzie: 
k = 1  - dla wyświetlania kolejnoliniowego,  k = 0,5  - dla wyświetlania międzyliniowego (z przeplotem)
p – liczba punktów w linii (rozdzielczość pozioma karty)
l – liczba linii na ekranie (rozdzielczość pionowa karty)
fV – częstotliwość odświeżania obrazu (częstotliwość odchylania pionowego w monitorach CRT)

Wymagana wielkość pamięci układu RAMDAC odpowiada wielkości bufora ramki (ang. frame buffer), czyli pamięci karty wideo potrzebnej do przechowywania pojedynczej klatki obrazu gotowej do wyświetlenia na ekranie monitora. Wyliczana jest według wzoru:
P = Rx ∙ Ry ∙ C
gdzie:
P – wyliczana wielkość pamięci (w bajtach)
Rx – rozdzielczość pozioma
Ry – rozdzielczość pionowa
C – liczba bajtów potrzebnych do zapisania jednego piksela